# 乃依木·亚森
乃依木·亚森（維吾爾語：نەيىم ياسىن‎，拉丁维文：Neyim Yasin，1952年11月—），男，维吾尔族，新疆吐鲁番人，中华人民共和国官员，二级大法官。曾任新疆维吾尔自治区人民代表大会常务委员会主任。

## 生平
1972年2月到1973年3月，在乌鲁木齐市第一师范学校学习。1973年3月参加工作，任吐鲁番市艾丁湖乡前进一大队教师。1975年7月加入中国共产党。1975年9月至1978年9月，在新疆大学政教系政治教育专业学习，获得大学普通班学历。1978年9月到1984年1月，任中共吐鲁番地委统战部干部。1984年1月到1985年5月，任中共吐鲁番地委统战部副部长。1985年5月到1990年2月，任中共吐鲁番市委副书记。其间，1987年9月到1988年1月，在中共新疆维吾尔自治区委党校中青班学习。1990年2月到1991年12月，任中共吐鲁番市委副书记、市长。
1991年12月到1992年5月，任中国共青团新疆维吾尔自治区委员会书记（副厅级）。1992年5月到1994年5月，任中国共青团新疆维吾尔自治区委员会书记、党组副书记。其间，1992年9月到1993年7月，在中共中央党校一年制中青年干部培训班学习。
1994年5月到2006年1月，任新疆维吾尔自治区旅游局党组副书记、局长。其间，1999年5月到1999年11月，挂职担任国家旅游局质量规范与管理司副司长（局长级）。2004年5月到2004年7月，在中共中央党校地厅级干部进修班学习。2006年1月到2008年1月，任中共乌鲁木齐市委副书记、市长。其间，2007年8月到2007年 9月，在美国斯坦福大学城市规划与信息化专题研究班学习。
2008年1月到2012年1月，任新疆维吾尔自治区人大常委会副主任。其间，2011年3月到2011年6月，任中共中央党校省部级干部高级研修班学习。2012年1月到2013年1月，任新疆维吾尔自治区高级人民法院党组副书记、院长，为二级大法官。其间，2011年9月起，在中共中央党校省部级干部在职研究生班政治学专业学习。2015年1月当选为新疆维吾尔自治区人民代表大会常务委员会主任。2018年2月24日，当选为第十三届全国人大代表。